# Giorgio Morandi
Giorgio Morandi (Bologna, 20 luglio 1890 – Bologna, 18 giugno 1964) è stato un pittore e incisore italiano.
Fu uno dei protagonisti della pittura italiana del Novecento ed è considerato tra i maggiori incisori mondiali del secolo.
La sua pittura si può definire unica e universalmente riconosciuta; celebri le sue nature morte in cui gli oggetti rappresentati (bottiglie, vasi, caffettiere), sono portati fuori dal loro contesto funzionale e analizzati nella loro pura essenza.
Morandi ha vissuto in via Fondazza, a Bologna, con la madre e le tre sorelle Anna, Dina e Maria Teresa. Morandi dipinse sempre nella sua stanza di via Fondazza. Solamente quando costruirono nel 1960 la casa estiva a Grizzana Morandi (il nome dell'artista è stato aggiunto ufficialmente al toponimo del comune nel 1985), ebbe un vero e proprio studio. Di fronte a questa casa si trovano i tre Fienili del Campiaro, soggetto frequente nelle tele del pittore.

## Biografia

Giorgio Morandi nel suo studio

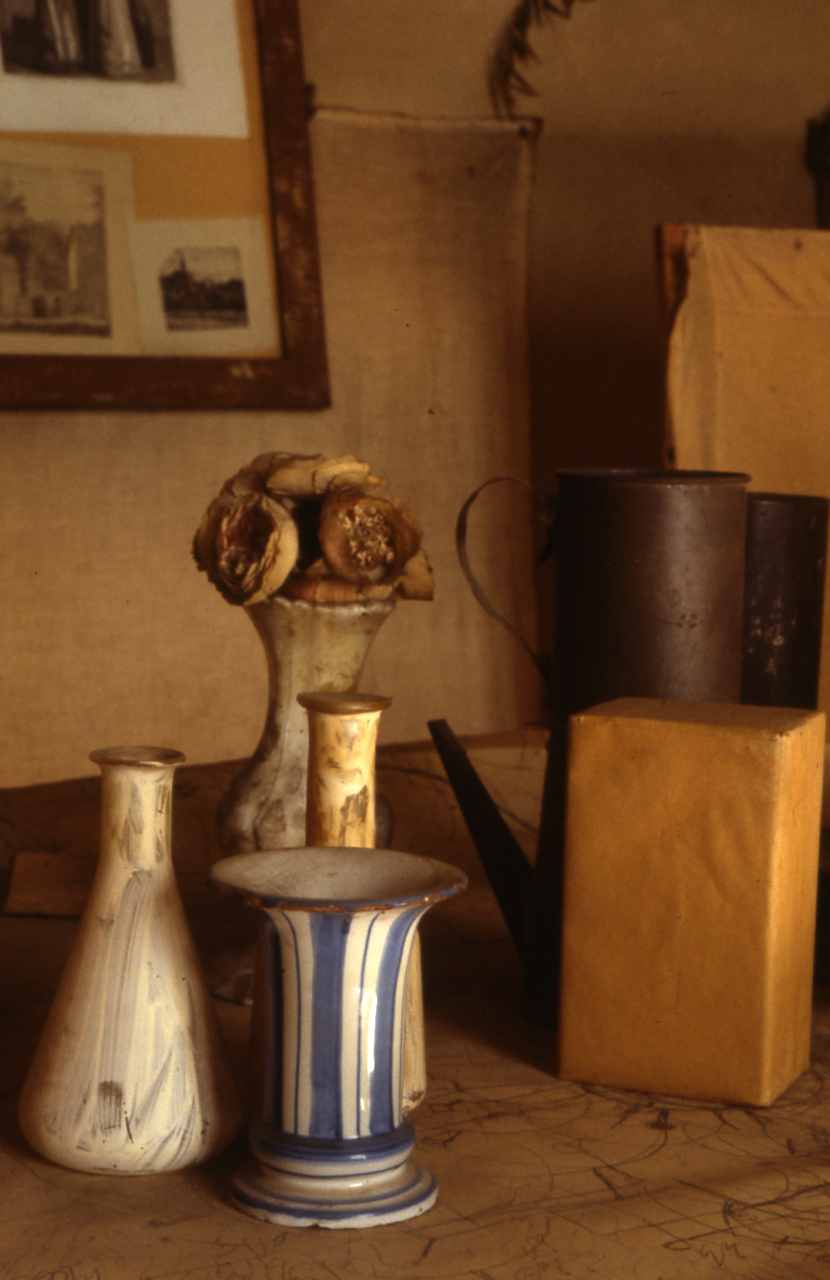
Lo studio bolognese fotografato da Paolo Monti. Fondo Paolo Monti, BEIC

Nasce da Andrea Morandi e Maria Maccaferri il 20 luglio 1890. Il piccolo Giorgio abitò in un primo tempo in Via Lame, dove nacquero anche il fratello Giuseppe, morto nel 1903, e la sorella Anna. Successivamente la famiglia si spostò in via Avesella n. 30, dove nacquero le altre due sorelle Dina, nel 1900, e Maria Teresa, nel 1906.
Fin da ragazzo dimostra grande passione per l'arte figurativa, convincendo i parenti a permettergli di iscriversi all'Accademia di belle arti di Bologna. Tra i suoi compagni di corso vi sono anche Severo Pozzati, Osvaldo Licini, Mario Bacchelli, Giuseppe Vespignani, Mario Tozzi. Dopo la morte del padre, avvenuta nel 1909, la famiglia si trasferì definitivamente in via Fondazza n. 36 e Morandi divenne capofamiglia, assumendosi tutte le responsabilità.
Il percorso accademico e gli studi di Morandi furono eccellenti, ma gli ultimi due anni furono caratterizzati da contrasti con i docenti dell'epoca, in quanto, avendo egli già effettuato un personale e moderno percorso di conoscenza, spesso usciva dai canoni classici. Morandi, pur vivendo quasi sempre a Bologna, era fin da allora informato sulle opere di Paul Cézanne, André Derain e Pablo Picasso. Ma non è solo al presente che guarda Morandi; infatti, successivamente ad un viaggio nella città di Firenze, riconsiderò grandi artisti del passato, come Giotto, Masaccio, Piero della Francesca e Paolo Uccello, che appunto faranno parte dello sviluppo artistico del pittore bolognese.
In un primo tempo espose con i futuristi, diventando nel 1918 uno dei massimi interpreti della scuola metafisica con Carrà e de Chirico; periodo terminato nel 1919. Nel 1920 si accostò al gruppo "Valori plastici", recuperando nelle sue opere la fisicità delle cose. In seguito intraprese una via personalissima, ma sempre calata nella realtà del mondo e delle cose. La sua prima esposizione personale avvenne nel 1914; in essa si può riscontrare la forte influenza di Cézanne, pittore fondamentale per la sua formazione artistica.
A partire dai primi anni trenta fino al 1956 fu titolare della cattedra di Incisione all'Accademia di Belle Arti di Bologna. Tra i molti suoi allievi, si ricordano Mario Bonazzi e Luciano De Vita. Ebbe anche un rapporto cordiale di stima con il giovane Cesarino Vincenzi, emergente allievo dell'accademia.
Alla Quadriennale di Roma del 1939 Morandi presenta una personale con 53 opere e ottiene il secondo premio per la pittura.

Un'opera esposta al Museo d'arte moderna di Bologna

La fama di Morandi è legata alle nature morte e in particolare alle "bottiglie". I soggetti delle sue opere sono quasi sempre cose abbastanza usuali: vasi, bottiglie, caffettiere, fiori e ciotole che, composti sul piano di un tavolo, diventano i veri protagonisti della scena. La sua opera include anche ritratti e paesaggi. Usare pochissimi colori è una sua particolare caratteristica, che lo rende poetico e surreale e, anche se non particolareggiava i suoi soggetti, si può notare come essi non perdano di realismo.
Di grande importanza nel lavoro di Morandi sono le acqueforti, eseguite da autodidatta, che risolvono poeticamente molti problemi espressivi di questa tecnica. Fin dagli esordi del suo percorso artistico portò avanti la passione per le incisioni. Le sue prime lastre, andate perdute, risalgono addirittura al 1911, quando egli era appena ventunenne. Le opere, realizzate con grande cura, sono caratterizzate da segni sottili e rettilinei in un intreccio molto complesso di tratti, con cui raggiunge dimensioni prospettiche di grande efficacia.
Nel 1963-64 espone alla mostra Peintures italiennes d'aujourd'hui, organizzata in medio oriente e in nordafrica.
Giorgio Morandi morì il 18 giugno 1964 nella sua casa di Bologna, dopo un anno di malattia.

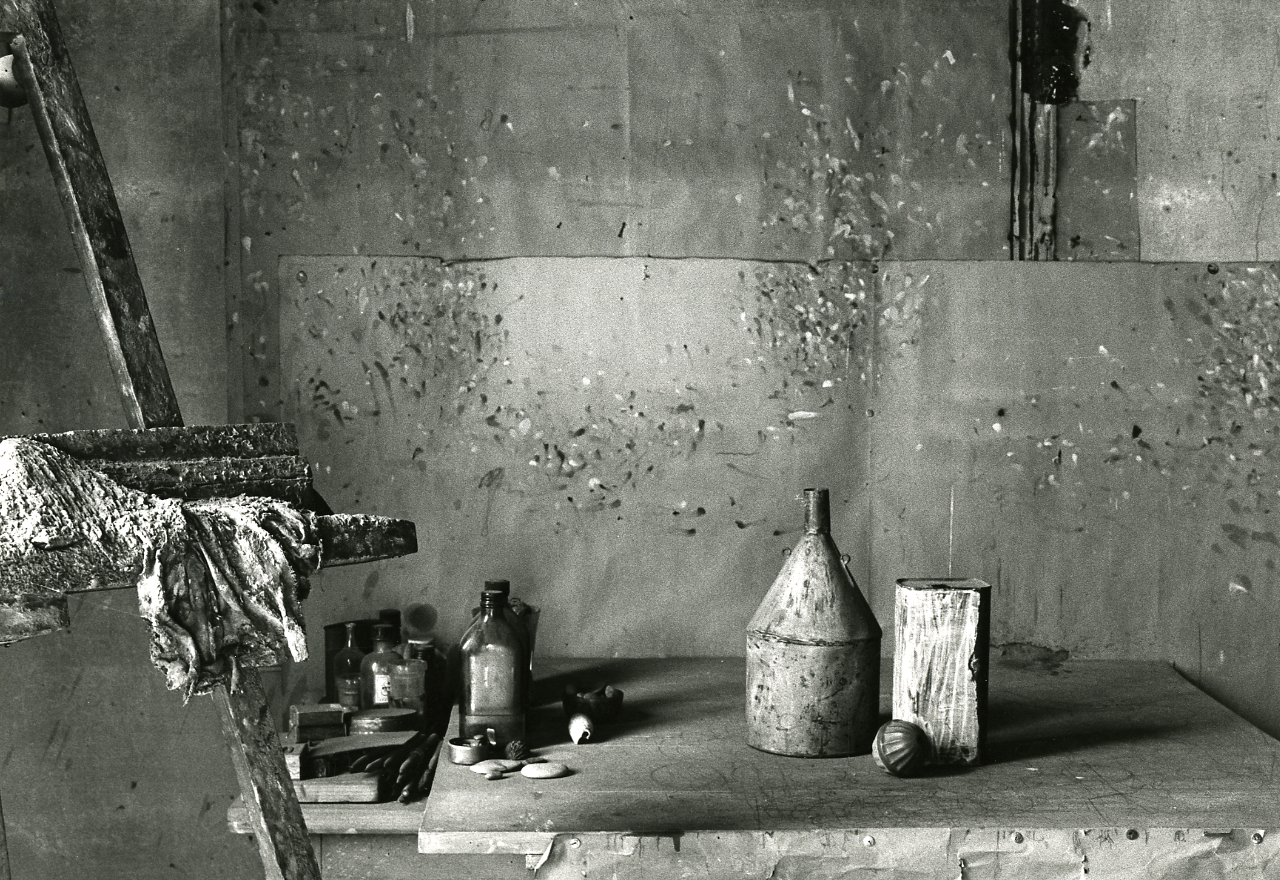
Lo studio bolognese fotografato da Paolo Monti nel 1981. Fondo Paolo Monti, BEIC

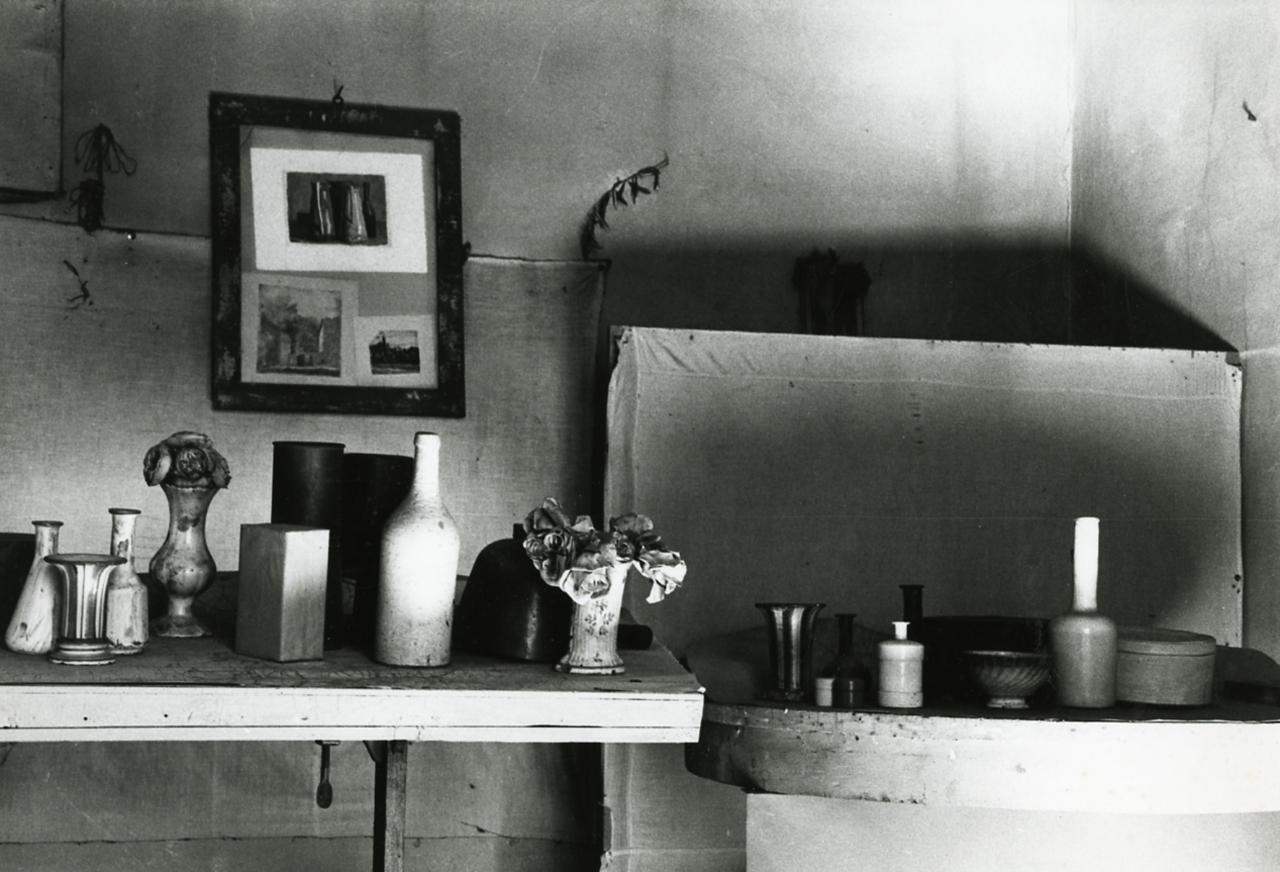
Lo studio bolognese fotografato da Paolo Monti nel 1981. Fondo Paolo Monti, BEIC

È sepolto alla Certosa di Bologna nella tomba di famiglia, dove giace insieme con le tre sorelle. Sulla tomba è ubicato un ritratto dell'artista, eseguito e donato dal suo amico Giacomo Manzù.

Opere di Morandi fotografate da Paolo Monti
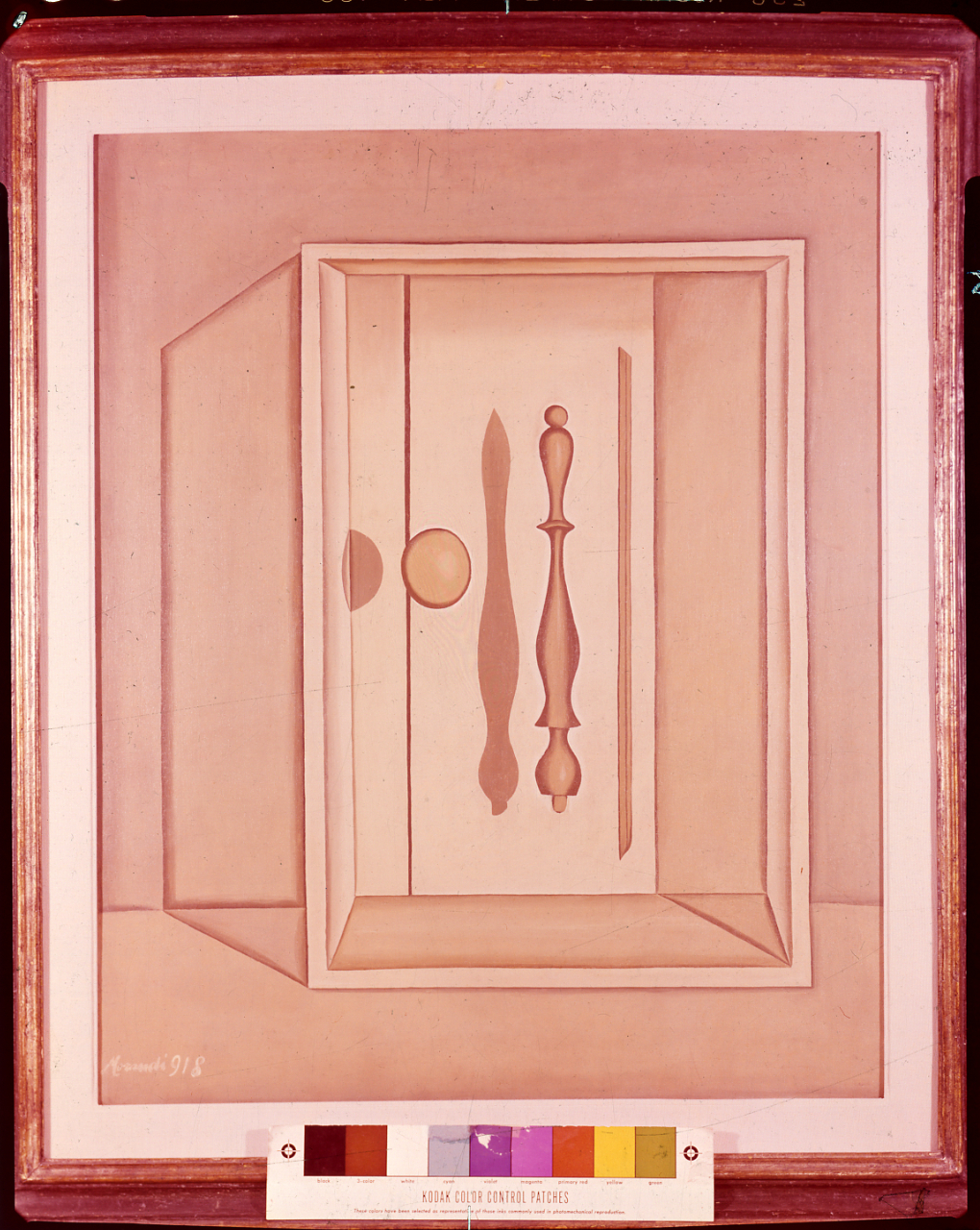
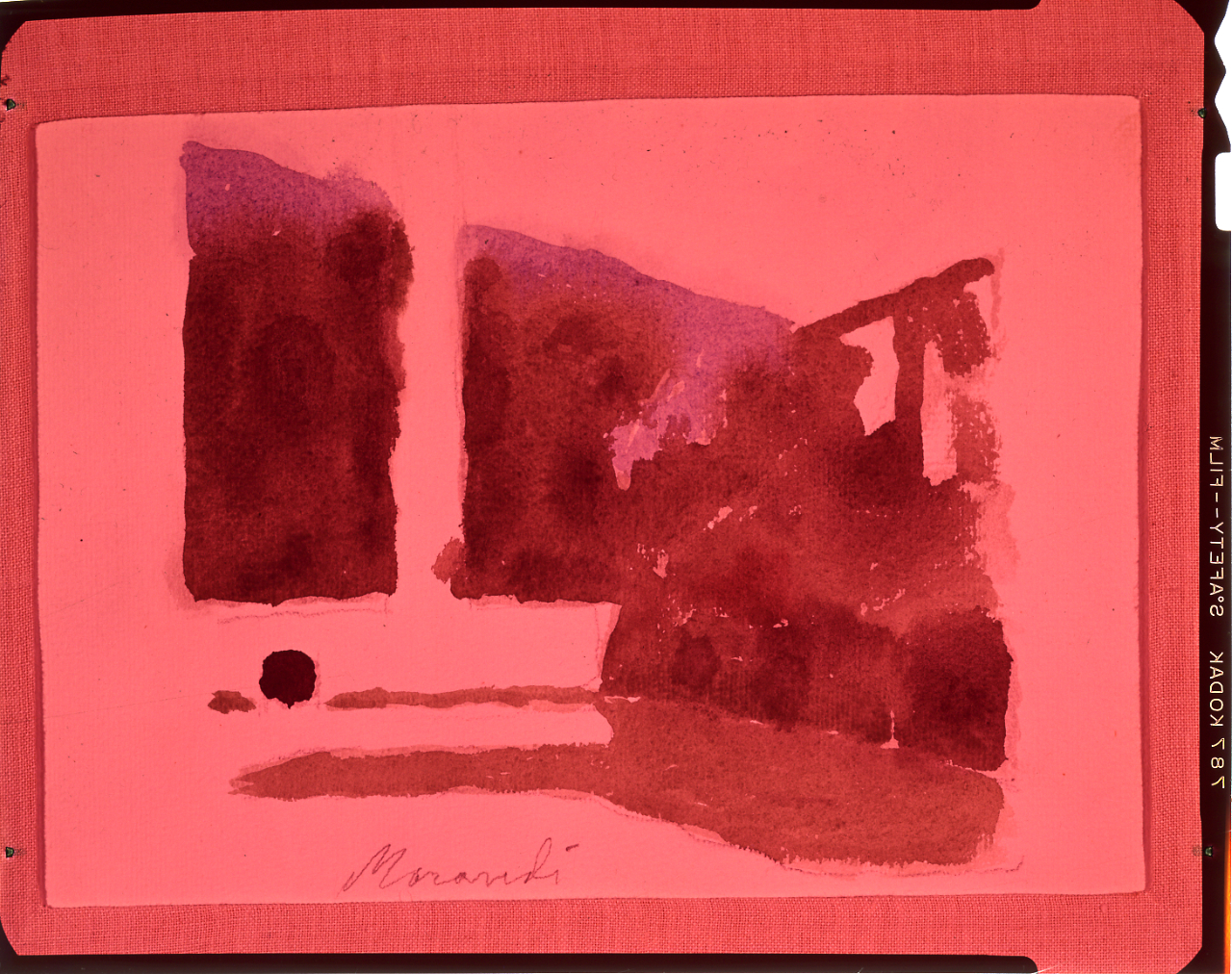
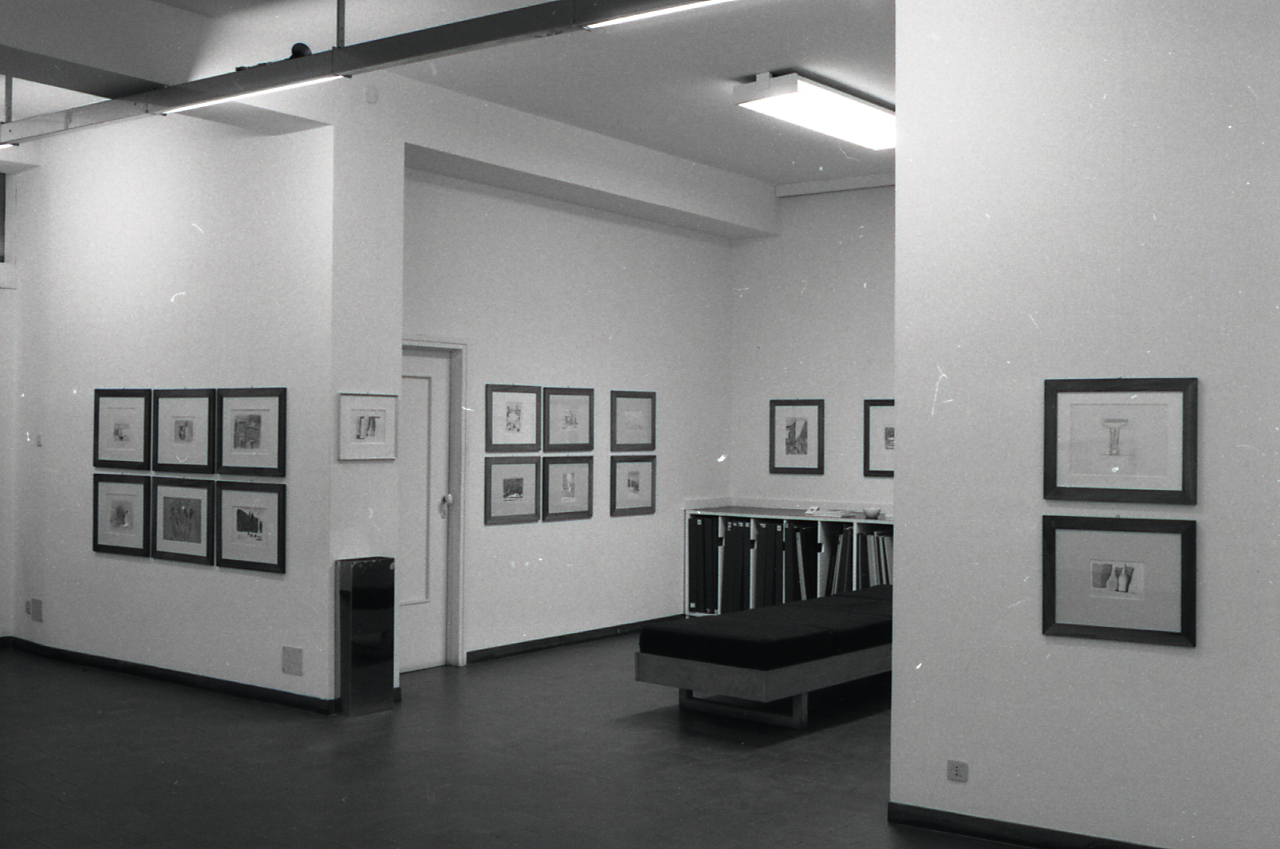

## Intitolazioni
Nel 1992, in Palazzo d'Accursio a Bologna, è sorto il Museo monografico dedicato a Giorgio Morandi. Tale realizzazione è stata possibile grazie alla donazione, da parte di Maria Teresa Morandi (sorella del pittore), delle opere e dell'atelier dell'artista, di proprietà della famiglia. L'allora sindaco di Bologna Renzo Imbeni ha fortemente sostenuto la fondazione del museo. Hanno collaborato Franco Solmi, allora direttore della Galleria d’Arte Moderna di Bologna, Marilena Pasquali, che ha diretto il Museo fino al 2001 e che è divenuta poi Presidente del Centro studi Giorgio Morandi, e il maestro Carlo Zucchini che nell'occasione, per volontà di Maria Teresa Morandi, assunse l'incarico di garante della donazione.
All'artista è stata dedicata nell'ottobre 2008 una mostra al Metropolitan Museum of Art di New York, che ha contribuito a consolidare la sua fama livello internazionale.
Per l'iniziativa Musei di Carta, durante il Salone del Mobile 2012, la designer Ilaria Marelli ha realizzato una collezione di prodotti, esposta al Museo del Novecento, ispirati alle celebri nature morte dell'artista bolognese.
Nel giugno 2014 in occasione del cinquantenario dalla morte dell'artista, a Bologna, l'associazione arte e cultura La Corte di Felsina ha promosso una mostra di artisti emergenti, curata da Anna Rita Delucca, che hanno esposto opere dedicate alla poetica del grande maestro: Dedicato a Giorgio Morandi. 50º anno dalla scomparsa (18 giugno 1964). Omaggio dall'arte del nuovo millennio. Per l'occasione è stata presentata una sezione di lavori, prestati da collezioni private bolognesi, di alcuni celebri allievi di Morandi, da Pompilio Mandelli a Carolina Marisa Occari, da Norma Mascellani a Carlo Caporale.
Nel luglio 2014, per ricordare il maestro a cinquant'anni dalla scomparsa, sui muri di Grizzana Morandi, dove c'è ancora la casa estiva dell'artista nei pressi del centro storico poi diventata Casa museo Morandi, è stato proiettato il film Modus Morandi di Filippo Porcelli.

## Nei media
Il cinema ha attinto molte volte alle opere di Giorgio Morandi. Lo fece già nel 1955 con il film di Robert Aldrich Il bacio e la pistola. Fellini, De Sica, Antonioni hanno utilizzato le sue nature morte in tre celeberrimi film: La dolce vita, Il boom, La notte. Più recentemente Io sono l'amore di Luca Guadagnino del 2009.

## Opere nei musei
Londra
Tate Modern , natura morta 1946

### Belgio
- Centre for Fine Arts, Bruxelles

### Emilia-Romagna
- Casa museo Morandi di Grizzana Morandi
- Galleria d'arte moderna Ricci Oddi, Piacenza
- Museo Morandi di Bologna
- Pinacoteca civica di Forlì
- Pinacoteca comunale di Faenza
- Fondazione Magnani-Rocca di Mamiano
- Fondazione Tito Balestra di Longiano

### Lazio
- Galleria nazionale d'arte moderna e contemporanea, Roma

### Liguria
- Museo Sandro Pertini, Savona

### Lombardia
- Pinacoteca di Brera, Milano.
- Casa-museo Boschi Di Stefano, Milano.
- Galleria d'Arte Moderna e Contemporanea (Bergamo), Bergamo.
- Museo del Novecento, Milano.

### Piemonte
- Galleria civica d'arte moderna e contemporanea GAM, Torino.
- Museo civico di Moncalvo. Moncalvo (AT)
- Collezione Cerruti, Rivoli, Torino

### Toscana
- Museo Novecento, Firenze.
- Collezione Roberto Casamonti, Firenze

### Trentino-Alto Adige
- Museo d'arte moderna e contemporanea di Trento e Rovereto (Mart)

### Veneto
- Museo d'arte moderna Rimoldi, Cortina d'Ampezzo (Belluno)
- Collezione Gianni Mattioli[11] presso la Peggy Guggenheim Collection, Venezia.
- Ca' Pesaro - Galleria Internazionale d'Arte Moderna, Venezia.

## Mostre
- Silenzi[12], 4 settembre 2010 - 9 gennaio 2011, Venezia, Palazzo Fortuny, a cura di Daniela Ferretti con Franco Calarota